# Henri de Grez
Henri de Grez, mort le 4 décembre  1246 à Melun, est un prélat français du XIIIe siècle. Il est parent de  Guillaume de Grez et de Pierre de Grez, l'un et l'autre évêques d'Auxerre à la fin du XIIIe et au début du XIVe siècle.

## Biographie

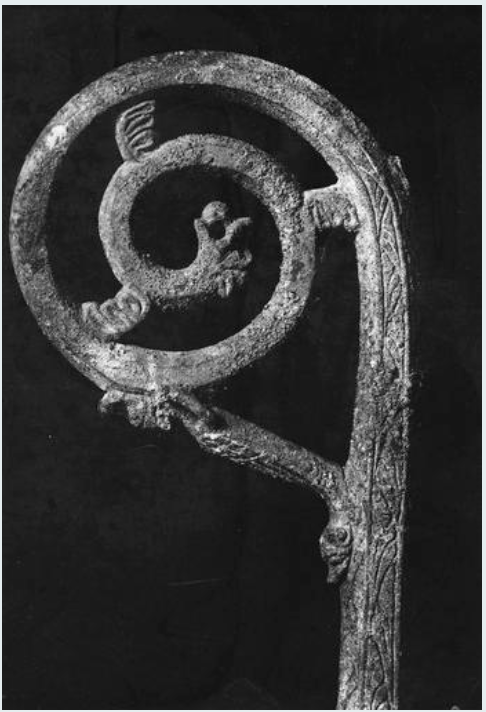
Crosse d'Henri de Grez, musée des Beaux-Arts de Chartres.

Henri de Grez est archidiacre de Blois en l'église de  Chartres et est élu évêque de Chartres en 1244. Dès son avènement à l'épiscopat, il négocie un traité entre le roi Louis IX et le chapitre de Chartres, au sujet de la collation des bénéfices vacants pendant la régale.
En 1245, il participe au premier concile de Lyon.

### Crosse pastorale
La crosse d'Henri de Grez en émail champlevé, provenant de l'abbaye de la Sainte-Trinité de Tiron, est conservée au musée des Beaux-Arts de Chartres. Elle est classée monument historique en tant qu'objet.